# John Garfield
John Garfield, nascido Jacob Julius Garfinkle (Nova Iorque, 4 de março de 1913 — Nova Iorque, 21 de maio de 1952) foi um ator estadunidense.

## Biografia
O ator ficou conhecido pelos papéis de rebelde pertencente à classe operária. É considerado o predecessor de atores como Marlon Brando, James Dean e Montgomery Clift.
Foi indicado a dois prêmios Oscar: em 1939, como melhor ator coadjuvante por Four Daughters (1938); e em 1948, como melhor ator protagonista por Body and Soul (1947).
Outros filmes em que participou foram The Sea Wolf (1941), Tortilla Flat (1942), The Fallen Sparrow (1943), Air Force (1943), Destination Tokyo (1943), The Postman Always Rings Twice (1946), Humoresque (1946), Nobody Lives Forever (1946), Gentleman's Agreement (1947), Under My Skin (1950), The Breaking Point (1950) e He Ran All the Way (1951).
Foi denunciado como comunista por Elia Kazan e viu sua carreira declinar a partir da segunda metade da década de 1940.
Morreu de trombose coronária, aos 39 anos de idade.
Tem uma estrela na Calçada da Fama, em 7065 Hollywood Boulevard.

## Filmografia

### Filmes de longa-metragem
| Ano  | Título                         | Personagem                      | Notas                                   |
| ---- | ------------------------------ | ------------------------------- | --------------------------------------- |
| 1938 | Four Daughters                 | Mickey Borden                   |                                         |
| 1939 | They Made Me a Criminal        | Johnnie Bradfield               |                                         |
| 1939 | Blackwell's Island             | Tim Haydon                      |                                         |
| 1939 | Juarez                         | Porfirio Díaz                   |                                         |
| 1939 | Daughters Courageous           | Gabriel Lopez                   |                                         |
| 1939 | Dust Be My Destiny             | Joe Bell                        |                                         |
| 1940 | Castle on the Hudson           | Tommy Gordon                    | Título alternativo: Years Without Days  |
| 1940 | Saturday's Children            | Rims Rosson                     |                                         |
| 1940 | Flowing Gold                   | John Alexander / Johnny Blake   |                                         |
| 1940 | East of the River              | Joseph Enrico "Joe" Lorenzo     |                                         |
| 1941 | The Sea Wolf                   | George Leach                    |                                         |
| 1941 | Out of the Fog                 | Harold Goff                     |                                         |
| 1941 | Dangerously They Live          | Dr. Michael "Mike" Lewis        |                                         |
| 1942 | Tortilla Flat                  | Daniel "Danny" Alvarez          |                                         |
| 1943 | Air Force                      | Sgt. Joe Winocki, Aerial Gunner |                                         |
| 1943 | The Fallen Sparrow             | John "Kit" McKittrick           |                                         |
| 1943 | Thank Your Lucky Stars         | Ele mesmo (cameo)               |                                         |
| 1943 | Destination Tokyo              | Wolf                            |                                         |
| 1944 | Between Two Worlds             | Tom Prior                       |                                         |
| 1944 | Hollywood Canteen              | Ele mesmo (cameo)               |                                         |
| 1945 | Pride of the Marines           | Al Schmid                       |                                         |
| 1946 | The Postman Always Rings Twice | Frank Chambers                  |                                         |
| 1946 | Nobody Lives Forever           | Nick Blake                      |                                         |
| 1946 | Humoresque                     | Paul Boray                      |                                         |
| 1947 | Body and Soul                  | Charley Davis                   |                                         |
| 1947 | Gentleman's Agreement          | Dave Goldman                    |                                         |
| 1948 | Difficult Years                | Narrador                        | Originalmente intitulado Anni difficili |
| 1948 | Force of Evil                  | Joe Morse                       |                                         |
| 1949 | Jigsaw                         | Loafer with Newspaper (cameo)   | Não creditado                           |
| 1949 | We Were Strangers              | Tony Fenner                     |                                         |
| 1950 | Under My Skin                  | Dan Butler                      |                                         |
| 1950 | The Breaking Point             | Harry Morgan                    |                                         |
| 1951 | He Ran All the Way             | Nick Robey                      | (papel final no filme)                  |

### Curtas
- Swingtime in the Movies (1938)
- Meet the Stars #1: Chinese Garden Festival (1940)
- Show Business at War (1943)
- Screen Snapshots: The Skolsky Party (1946)
- Screen Snapshots: Out of This World Series (1947)

### Documentário
- The John Garfield Story (2003) (available on Warner Home Video's 2004 DVD of The Postman Always Rings Twice)